# Friedrich Mang

Friedrich Mang (2004)

Friedrich Mang (* 6. März 1934 in Heidelberg; † 6. Mai 2007 in Karlsruhe) war ein deutscher Bauingenieur und Professor für Stahlbau an der Universität Karlsruhe. Er war national und international vor allem für sein Engagement im Anlagenbau und der Schweißtechnik für tragende Bauteile bekannt und setzte Maßstäbe im Großrohr- und Behälterbau sowie in der Fügetechnik für metallische Werkstoffe.

## Leben
Friedrich Mang wuchs in Frankenthal/Pfalz auf und legte 1954 die Reifeprüfung am staatlich naturwissenschaftlichen Gymnasium in Ludwigshafen ab. Danach kam das Studium an der TH Karlsruhe, daran anschließend eine fünfjährige Tätigkeit als wissenschaftlicher Assistent am Lehrstuhl für Stahl- und Leichtmetallbau der Universität Karlsruhe unter Otto Steinhardt. 1965 promovierte er mit einer Arbeit über das Tragverhalten stählerner Druckrohrleitungen. Zahlreiche Arbeiten über Rohrabzweigungen und Großrohr-Lagerungen folgten.

## Beruflicher Werdegang
Nach der Promotion befasste sich Friedrich Mang schwerpunktmäßig mit Fragen des Anlagenbaus in seiner vollen Breite und erwarb sich schnell eine entsprechende Reputation. Parallel dazu befasste er sich mit der Fügetechnik im Stahl- und Leichtmetallbau, wobei anfänglich ein Schwerpunkt in den damals neuen geklebten Verbindungen bestand, die sich später aber in der Praxis aus vielerlei Gründen nicht durchsetzen konnten. Dadurch verlagerte sich der Schwerpunkt mehr und mehr auf geschweißte Konstruktionen. Weitere Themen waren die Ermüdungsfestigkeit von geschweißten Bauteilen aus hochfesten Feinkornbaustählen, die Untersuchungen zum Überschweißen von Fertigungsbeschichtungen im Stahlbau, zum Ermüdungsverhalten geschweißter Aluminiumkonstruktionen und zum Einfluss der Herstellung von Schnittkanten und Löchern auf die Ermüdungsfestigkeit von Stahlbauten. Er wurde 1973 zum außerplanmäßigen Professor und in 1987 zum Professor ernannt. Er führte unter der Leitung von Rolf Baehre die Abteilung Fügetechnik und Werkstoffe der Versuchsanstalt für Stahl-, Holz und Steine. Als Prüfingenieur für Baustatik für die Fachrichtung Metallbau war er von 1976 bis zum Erreichen der Altersgrenze mit Niederlassung in Karlsruhe tätig.

## Gremien
Mang arbeitete in zahlreichen Fachgremien und Berufsverbänden. Er war Mitglied bei CIDECT, ISOPE und in der IIW-Working Group XV (tubular structures) sowie in der IIW Working Group XIII (fatigue) und in RILEM TC 142. Er war Mitglied im Sachverständigenausschuss „Metallbauwerkstoffe“ und im DVS im Vorstand des Bezirksverbandes Karlsruhe-Bretten-Bruchsal.